# Pygarctia abdominalis
Pygarctia abdominalis är en fjärilsart som beskrevs av Augustus Radcliffe Grote 1871. Pygarctia abdominalis ingår i släktet Pygarctia och familjen björnspinnare. Inga underarter finns listade.